# Feira de Castro
A Feira de Castro é um evento económico e cultural organizado anualmente na vila de Castro Verde, na região do Baixo Alentejo, no Sul de Portugal. É considerada uma das mais antigas e importantes feiras tradicionais no Sul do país.

## Descrição e história
A feira realiza-se parcialmente em várias ruas principais de Castro Verde, e conta habitualmente com um programa cultural. Ao longo da sua história foi regularmente organizada no terceiro fim-de-semana de Outubro, com uma duração variável. Durante muitos anos manteve a duração de uma semana, embora algumas edições tenham chegado a atingir cerca de quinze dias. Porém, na década de 2010 já estava praticamente restrita a dois ou três dias. Este evento é considerado de grande importância para a região, sendo considerada, em 2015, como o principal evento deste tipo no Sul do país. Por exemplo, a edição de 2008 reuniu milhares de pessoas, com origem no Alentejo, no Algarve e em Lisboa. A nível municipal, tem um grande peso a nível económico, cultural e social, tendo sido classificado por David Marques, vereador da Câmara de Castro Verde, como uma «das principais bandeiras do concelho».
A feira foi instituída em 1620 ou 1621 pelo rei D. Filipe II, no sentido de gerar receitas para a construção da Igreja das Chagas do Salvador, durante um período de cerca de dois séculos. A feira realizou-se com regularidade desde então, sempre no mesmo local. Durante vários anos afirmou-se como a mais importante feira de gado na região, sendo habitualmente frequentada por grandes lavradores do Alentejo, que negociavam não só em gado mas também em tecidos para o Inverno, em instrumentos agrícolas e outras peças. Nessa altura também era muito procurada pelos habitantes do interior do Algarve, que compravam na feira os bens que iriam necessitar durante o Inverno, e que não estavam à venda nas suas regiões. Ao mesmo tempo, também foi ganhando uma grande relevância do ponto de vista cultural, sendo um local de reunião de cantadores de despique e baldão, instrumentistas que tocavam viola campaniça, e de poetas populares que vendiam pequenas obras, escritas pelos próprios. Também era habitual a montagem de um circo durante a feira, e havia espaços próprios para a prática da prostituição.

## Leitura recomendada
- FIGUEIRA, António Tito (2011). Imagens à Volta da Feira em 1960. Castro Verde: Câmara Municipal de Castro Verde